# Алжирипитек
Алжирипитек (лат. Algeripithecus) — вымерший род приматов раннего эволюционного периода, известный из окаменелостей с территории Алжира.

## Открытие
Ископаемые фрагменты животного были впервые найдены в Алжире, в образовании Glib Zegdou, по возрасту их относят к среднему или раннему эоцену (56,0—41,3 млн лет назад).

## Систематика
Ранее данный род считали одним из древнейших в группе обезьянообразных сухоносых приматов. Такое утверждение было необходимым основанием для гипотезы африканского происхождения обезьянообразных. Более подробное изучение дало основания считать, что алжирипитек не был ни обезьянообразным, ни даже сухоносым, а относится к мокроносым приматам, то есть является более близким родственником существующих ныне лемуров и лориобразных. Данный вопрос, впрочем, до сих пор открыт.

## Анатомия и физиология
Подобно всем представителям семейства Azibiidae, алжирипитек был мелким приматом, имел массу приблизительно 65—85 г.